# Sinularia minima
Sinularia minima är en korallart som beskrevs av Verseveldt 1971. Sinularia minima ingår i släktet Sinularia och familjen läderkoraller. Inga underarter finns listade i Catalogue of Life.